# Dinajpur (Distrikt)
Der Distrikt Dinajpur (Bengalisch: দিনাজপুর জেলা, Dinajpur jelā; Englisch: Dinajpur District) ist ein Distrikt im nördlichen Bangladesch in der Division Rangpur. Die Hauptstadt ist Dinajpur. Der Distrikt hat 2.990.128 Einwohner (Volkszählung 2011).

## Geografie
Der 3444,3 km² große Distrikt Dinajpur wird im Norden von den Distrikten Thakurgaon und Panchagarh, im Süden von den Distrikten Gaibandha und Joypurhat, im Osten von den Distrikten Nilphamari und Rangpur und im Westen von dem indischen Bundesstaat Westbengalen begrenzt.
Die wichtigsten Fließgewässer in Dinajpur sind der Atrai, Choto Jamuna, Dhepa, Eshamoti, Kanchan, Punarbhaba und Tangon.

### Klima
Die Temperaturen schwanken zwischen 10,5 und 33,5 °Celsius. Die durchschnittliche jährliche Regenmenge beträgt 2536 mm. Die durchschnittliche Luftfeuchtigkeit beträgt über 70 %. In den Monaten von November bis März fällt wenig Regen. Juni, Juli und August sind die Monate mit dem meisten Regen.

## Bevölkerung

### Bevölkerungsentwicklung
Wie überall in Bangladesch wächst die Einwohnerzahl im Distrikt seit Jahrzehnten stark an.

### Altersstruktur
Wie überall in Bangladesch ist die Bevölkerung im Durchschnitt sehr jung. Das Durchschnittsalter lag bei der letzten Volkszählung 2011 bei rund 25 Jahren bei steigender Tendenz.
Bei der Volkszählung im Jahr 2011 ergab sich folgende Altersstruktur:
| Alter                                         | 0–9 Jahre | 10–19 Jahre | 20–29 Jahre | 30–39 Jahre | 40–49 Jahre | 50–59 Jahre | 60–69 Jahre | 70–79 Jahre | 80 Jahre und mehr |
| Anzahl                                        | 647.715   | 577.666     | 545.448     | 443.193     | 338.670     | 208.336     | 131.781     | 65.702      | 31.617            |
| Anteil                                        | 21,66 %   | 19,32 %     | 18,24 %     | 14,82 %     | 11,33 %     | 6,97 %      | 4,41 %      | 2,20 %      | 1,06 %            |
| Quelle: Zila Dinajpur, Tabelle P14, Seite 542 |           |             |             |             |             |             |             |             |                   |

### Bedeutende Orte
Einwohnerstärkste Ortschaft innerhalb des Distrikts ist der Distriktshauptort Dinajpur. Weitere Städte (Towns) sind Birampur, Birganj, Bochaganj, Fulbari, Goraghat, Hakimpur und Parbatipur. Die städtische Bevölkerung macht nur 15,17 Prozent der gesamten Bevölkerung aus. Die Orte haben folgende Einwohnerzahlen:

### Bevölkerung des Distrikts nach Geschlecht
Wie in vielen Teilen Bangladeschs ist der Anteil der weiblichen Bevölkerung niedriger als die Anzahl männlicher Bewohner.
| Verteilung der Bevölkerung nach Geschlecht im Distrikt Dinajpur          |                   |                   |                   |                   |                   |                   |                   |                   |                   |                   |
|                                                                          | Volkszählung 1974 | Volkszählung 1974 | Volkszählung 1981 | Volkszählung 1981 | Volkszählung 1991 | Volkszählung 1991 | Volkszählung 2001 | Volkszählung 2001 | Volkszählung 2011 | Volkszählung 2011 |
| Anzahl                                                                   | Anteil            | Anzahl            | Anteil            | Anzahl            | Anteil            | Anzahl            | Anteil            | Anzahl            | Anteil            |                   |
| GESAMT                                                                   | 1.457.175         | 100 %             | 1.804.375         | 100 %             | 2.260.131         | 100 %             | 2.642.850         | 100 %             | 2.990.128         | 100 %             |
| Männer                                                                   | 752.280           | 51,63 %           | 930.560           | 51,57 %           | 1.166.893         | 51,63 %           | 1.363.892         | 51,61 %           | 1.508.670         | 50,46 %           |
| Frauen                                                                   | 704.895           | 48,37 %           | 873.815           | 48,43 %           | 1.093.238         | 48,37 %           | 1.278.958         | 48,39 %           | 1.481.458         | 49,54 %           |
| Quelle: Zila Dinajpur bei der Volkszählung 2011, Tabelle PT-02, Seite 18 |                   |                   |                   |                   |                   |                   |                   |                   |                   |                   |

### Volksgruppen
Die Bevölkerung ist ethnisch sehr einheitlich. Doch gehören 66.861 Menschen (2,24 % der Bevölkerung) nicht dem Volk der Bengalen an. Darunter sind 49.861 Santal, 4566 Oraon und 1629 Barman.
Die Santal leben überwiegend in den Upazilas Nawabganj (8496 Personen), Birganj (6313 Personen), Birampur (5605 Personen), Goraghat (4929 Personen), Dinajpur Sadar (4191 Personen), Fulbari (3956 Personen), Biral (3275 Personen) und Parbatipur (3180 Personen).
Die Oraon leben vorwiegend in den Upazilas Hakimpur (1868 Personen), Dinajpur Sadar (828 Personen) und Nawabganj (731 Personen) und die Barman in Dinajpur Sadar (626 Personen) und Biral (400 Personen).

### Religion
Bis ins frühe Mittelalter war die Bevölkerung mehrheitlich buddhistisch. Doch bereits vor tausend Jahren gab es auch zahlreiche Hindus. Mit der muslimischen Eroberung der Region im Jahr 1303 verschwand der Buddhismus fast ganz und viele kastenlose Hindus traten ebenfalls im Verlauf der nächsten Jahrhunderte zum Islam über.
Aufgrund der hohen Geburtenrate und der Abwanderung von Hindus wächst der Anteil der Muslime ständig. Dennoch gibt es in verschiedenen Upazilas noch bedeutende hinduistische Minderheiten. So beträgt der Anteil der Hindus im Upazila Kaharole 44,06 Prozent, im Upazila Bochaganj 37,92 Prozent, im Upazila Birganj 27,90 Prozent und im Upazila Khansama 27,70 Prozent.
| Jahr                                                          | Buddhisten | Buddhisten | Christen | Christen | Hindus  | Hindus  | Muslime   | Muslime | Andere | Andere | Gesamt    | Gesamt   |
| Jahr                                                          | Zahl       | Anteil     | Zahl     | Anteil   | Zahl    | Anteil  | Zahl      | Anteil  | Zahl   | Anteil | Zahl      | Anteil   |
| ------------------------------------------------------------- | ---------- | ---------- | -------- | -------- | ------- | ------- | --------- | ------- | ------ | ------ | --------- | -------- |
| 1981                                                          | 500        | 0,03 %     | 13.385   | 0,74 %   | 383.541 | 21,26 % | 1.364.402 | 75,63 % | 42.187 | 2,34 % | 1.804.375 | 100,00 % |
| 1991                                                          | 2551       | 0,11 %     | 18.051   | 0,80 %   | 465.229 | 20,58 % | 1.732.239 | 76,64 % | 42.061 | 1,86 % | 2.260.131 | 100,00 % |
| 2001                                                          | 1093       | 0,04 %     | 27.996   | 1,06 %   | 521925  | 19,75 % | 2.057.030 | 77,83 % | 34.806 | 1,32 % | 2.642.850 | 100,00 % |
| 2011                                                          | 473        | 0,02 %     | 37.488   | 1,25 %   | 583.313 | 19,51 % | 2.333.253 | 78,03 % | 35.601 | 1,19 % | 2.990.128 | 100,00 % |
| Quelle: Ergebnisse der Volkszählung 1981, 1991, 2001 und 2011 |            |            |          |          |         |         |           |         |        |        |           |          |

### Verteilung Stadt und Landbevölkerung
Dinajpur gehört zu den stark ländlich geprägten Distrikten innerhalb des Landes. Die Verteilung:
| Stadt- und Landbevölkerung im Distrikt Dinajpur                          |                   |                   |                   |                   |                   |                   |                   |                   |                   |                   |
|                                                                          | Volkszählung 1974 | Volkszählung 1974 | Volkszählung 1981 | Volkszählung 1981 | Volkszählung 1991 | Volkszählung 1991 | Volkszählung 2001 | Volkszählung 2001 | Volkszählung 2011 | Volkszählung 2011 |
| Anzahl                                                                   | Anteil            | Anzahl            | Anteil            | Anzahl            | Anteil            | Anzahl            | Anteil            | Anzahl            | Anteil            |                   |
| GESAMT                                                                   | 1.457.175         | 100 %             | 1.804.375         | 100 %             | 2.260.131         | 100 %             | 2.642.850         | 100 %             | 2.990.128         | 100 %             |
| STADT                                                                    | 79.098            | 5,43 %            | 188.748           | 8,56 %            | 288.367           | 12,76 %           | 370.864           | 14,03 %           | 453.699           | 15,17 %           |
| LAND                                                                     | 1.378.077         | 94,57 %           | 1.615.627         | 91,44 %           | 1.971.764         | 87,24 %           | 2.271.986         | 85,97 %           | 2.536.429         | 84,83 %           |
| Quelle: Zila Dinajpur bei der Volkszählung 2011, Tabelle PT-01, Seite 17 |                   |                   |                   |                   |                   |                   |                   |                   |                   |                   |

## Bildung
Es gibt eine Universität im Distrikt und mehrere Colleges. Zum staatlichen Bildungswesen gehören noch die Primarschulen und Sekundarschulen. Daneben gibt es Privatschulen und wenige Religionsschulen (Medressen).
Dennoch befindet sich der Bildungsstand auf tiefem Niveau. Nur 66,31 Prozent der 5-9-Jährigen und 86,68 Prozent der 10-14-Jährigen besuchten (2011) die Schule. Eher ungewöhnlich für die Region ist die Tatsache, dass prozentual mehr Mädchen wie Jungen zur Schule gehen.
Am Ende der Kolonialzeit bestand fast die gesamte Bevölkerung aus Analphabeten. Dies änderte sich in der Zeit als das Gebiet Teil von Ost-Pakistan war, nur wenig. Trotz bedeutender Anstrengungen ist das Ziel der vollständigen Alphabetisierung noch weit entfernt. Dazu kommen gewaltige Unterschiede. Während bei den Männern in den Städten mehr als 7 von 10 lesen und schreiben können, ist dies bei den Frauen auf dem Land bei weniger als der Hälfte der Fall. Doch seit 1991 wächst die Alphabetisierung rasch und ist bedeutend höher als in vielen anderen Distrikten Bangladeschs. Die Entwicklung zeigt folgende Tabelle:
| Alphabetisierung im Distrikt Dinajpur                                                         |                   |                   |                   |                   |
| Einheit                                                                                       | Volkszählung 1991 | Volkszählung 2001 | Volkszählung 2011 | Volkszählung 2011 |
| Einheit                                                                                       | Anteil            | Anteil            | Anzahl            | Anteil            |
| GESAMT                                                                                        | 29,85 %           | 45,67 %           | 1.335.127         | 52,42 %           |
| Männer                                                                                        | 37,78 %           | 51,02 %           | 714.105           | 55,68 %           |
| Frauen                                                                                        | 21,27 %           | 39,99 %           | 621.022           | 49,12 %           |
| STADT GESAMT                                                                                  | 49,2 %            | 61,77 %           | 265.606           | 66,96 %           |
| Stadt-Männer                                                                                  | 56,2 %            | 66,49 %           | 142.765           | 70,42 %           |
| Stadt-Frauen                                                                                  | 41,5 %            | 56,67 %           | 122.841           | 63,34 %           |
| LAND GESAMT                                                                                   | 26,8 %            | 42,93 %           | 1.069.521         | 49,74 %           |
| Land-Männer                                                                                   | 34,9 %            | 48,36 %           | 571.340           | 52,91 %           |
| Land-Frauen                                                                                   | 18,2 %            | 37,18 %           | 498.181           | 46,54 %           |
| Quelle: Zila Dinajpur bei der Volkszählung 2011, Tabellen PT-15, Seite 23 und P-07, Seite 273 |                   |                   |                   |                   |

Die höchsten öffentlichen Bildungseinrichtungen sind:
- Hajee Mohammad Danesh Science and Technology University
- Dinajpur Polytechnic Institute
- Dinajpur Government College
- Dinajpur City College
- Dinajpur Govt. Women’s College
- Dinajpur Medical College and Hospital

## Verwaltung
Der Distrikt Dinajpur ist in 13 so genannte Upazilas unterteilt: Biral, Birampur, Birganj, Bochaganj (auch Setabganj genannt), Chirirbandar, Dinajpur Sadar, Fulbari, Goraghat, Hakimpur, Kaharole, Khansama, Nawabganj und Parbatipur. Innerhalb dieser Verwaltungsunterteilung gibt es acht selbstverwaltende Städte (municipality), 101 Union Parishads (Dorfräte) und 2131 Dörfer.

## Wirtschaft
Von den Erwerbstätigen arbeitet die Mehrheit in der Landwirtschaft. Insgesamt gibt es (2011) 2.342.413 Personen, die älter als 10 Jahre alt sind. Von diesen sind 589.327 Personen in der Schule oder nicht erwerbstätig, 15.884 Menschen auf Arbeitssuche und 824.465 Menschen arbeiten in einem Haushalt. 912.737 Personen sind in einer bezahlten Erwerbstätigkeit. Davon arbeiten 579.948 (=70,3 Prozent) Personen in Landwirtschaft und Fischerei, 49.732 in der Industrie und 283.057 Menschen im Bereich Dienstleistungen.